# Dudo von Havelberg
Dudo von Havelberg (auch Udo, Oudo, Judo) war wahrscheinlich von 948 bis 981 der erste Bischof des Bistums Havelberg.

## Leben
Er wird zuerst in der Gründungsurkunde des Bistums erwähnt. Diese wird meist auf das Jahr 948 datiert, auch wenn dies nicht unumstritten ist.
Dudo kam möglicherweise wie die Domherren der neuen Diözese aus dem Mauritiuskloster in Magdeburg. Andere nehmen an, dass er aus der Abtei St. Maximin in Trier stammte.
Neben der genannten Gründungsurkunde wird er auch anlässlich der Weihe der ersten Bischöfe der Bistümer Zeitz, Merseburg und Meißen zu Weihnachten 968 in Magdeburg genannt. Er unterschrieb dort auch das Protokoll der Wahl des Erzbischofs zusammen mit Dodilo von Brandenburg. Dabei leistete er auch dem Erzbischof von Magdeburg den Obedienzeid.